# Khoảng tin cậy
Trong thống kê, khoảng tin cậy (tiếng Anh: confidence interval hay viết tắt: CI) là một loại ước lượng khoảng, được tính từ số liệu thống kê của dữ liệu quan sát được, có thể bao hàm giá trị thực của tham số quần thể chưa biết. Khoảng có một độ tin cậy tương ứng, nói một cách chung chung, ước lượng độ tin cậy mà tham số nằm trong khoảng. Nói đúng hơn, độ tin cậy biểu thị tần số (nghĩa là tỷ lệ) của các khoảng tin cậy có thể có chứa giá trị thực của tham số quần thể chưa biết. Nói cách khác, nếu các khoảng tin cậy được xây dựng bằng cách sử dụng một độ tin cậy nhất định từ một con số thống kê mẫu độc lập vô hạn, tỷ lệ của các khoảng đó chứa giá trị thực của tham số sẽ bằng với độ tin cậy.
Khoảng tin cậy bao gồm loạt các giá trị tiềm tàng của tham số quần thể chưa biết. Tuy nhiên, khoảng được tính từ một mẫu cụ thể không nhất thiết bao hàm giá trị thực của tham số. Dựa trên giả thiết (thường được thực hiện) rằng dữ liệu được quan sát là các mẫu ngẫu nhiên từ một quần thể đích, khoảng tin cậy nhận được từ dữ liệu cũng là ngẫu hứng.
Độ tin cậy được chọn trước khi tiến hành khảo sát dữ liệu. Phổ biến nhất, độ tin cậy 90% thường được sử dụng. Tuy nhiên, các độ tin cậy khác cũng có thể được sử dụng, như 95% và 99,99%.
Các yếu tố ảnh hưởng đến độ rộng của khoảng tin cậy bao gồm kích thước mẫu, độ tin cậy và độ biến thiên của mẫu. Một mẫu lớn hơn sẽ có xu hướng cho ra ước tính tốt hơn về tham số quần thể, khi mà tất cả các yếu tố khác đều như nhau. Độ tin cậy cao hơn sẽ có xu hướng cho ra khoảng tin cậy rộng hơn.
Khoảng tin cậy đã được đưa vào trong thống kê bởi Jerzy Neyman trong một ấn phảm xuất bản năm 1937.

### Máy tính trực tuyến
- GraphPad QuickCalcs Lưu trữ ngày 30 tháng 4 năm 2010 tại Wayback Machine
- TAMU's Confidence Interval Calculators Lưu trữ ngày 15 tháng 6 năm 2010 tại Wayback Machine
- MBAStats confidence interval and hypothesis test calculators